# 洛岔高速公路
洛南至岔口铺高速公路，简称洛岔高速，是陕西省“2367”高速公路网纵线之一“榆商线”的组成部分，以及陕西省级高速澄商高速公路（S13）的重要路段。线路起点位于洛南县永丰镇，设洛南西互通式立交与洛南至洪门河公路相接，向南经月子岭、步沟至胡河后，沿板桥河下行，经核桃树塬、魏湾，止于沪陕线（G40）西商高速公路岔口铺立交，全长12.625公里。于2012年8月14日与西商高速公路同步建成通车，由陕西省交通建设集团公司西商分公司负责运营管理。

## 工程规模
全线设互通式立交1处，主线共设桥梁4693.34米/19座，其中大桥4584.5米/16座，中桥100米/2座，小桥8.84米/1座，涵洞36道，短隧道1878.5米（单洞）/3座，天桥2座，通道2道，匝道收费站1处。全线采用双向四车道高速公路技术标准，设计速度80公里/小时，路基宽度24.5米，分离式路基宽度12.25米，桥梁设计汽车荷载等级为公路－Ｉ级，设计洪水频率1/100，地震动峰值加速度0.10g，其余各项主要技术指标遵照《公路工程技术标准》（JTG B01-2003）执行。同步建设洛南西连接线1.77公里，采用二级公路标准，设计车速60公里/小时，路基宽度12.0米。项目预算投资8.695亿元人民币。

## 建设历程
2010年4月5日，洛岔高速公路开工建设；同年11月4日，陕西省发展和改革委员会以陕发改基础〔2010〕1792号文件批复同意洛岔高速公路初步设计。
2011年2月16日，陕西省交通运输厅以陕交函〔2011〕80号文件批复同意洛岔高速公路施工图设计；同年12月13日，洛岔高速公路全面完工。
2012年7月16日，陕西省交通运输厅发布了西商高速公路（含洛南至岔口铺段）收取车辆通行费的通告；同年8月11日，陕西省人民政府以陕政函〔2012〕146号文件批复同意西商高速公路（含洛南至岔口铺段）收取车辆通行费；同年8月14日，洛岔高速公路与西商高速公路同步建成通车。
2015年1月8日，洛岔高速公路通过竣工验收。

## 车辆通行费
洛南至岔口铺高速公路最终收费期限为20年，自2012年8月14日起至2032年8月13日止。若提前偿清贷款或遇国家公路收费政策调整，须立即停止收费或从其规定。
| 车型 | 类别             | 规格             | 费率标准 （元/车·公里） |
| ---- | ---------------- | ---------------- | ----------------------- |
| 客车 | 第1类            | ≤7座             | 0.60                    |
| 客车 | 第2类            | 8-19座           | 1.06                    |
| 客车 | 第3类            | 20-39座          | 1.36                    |
| 客车 | 第4类            | ≥40座            | 1.63                    |
| 货车 | 计重收费基本费率 | 计重收费基本费率 | 0.12元/吨·公里          |

## 限速调整
2016年9月14日，陕西省交通运输厅、陕西省公安厅发布公告，调整洛岔高速公路的车辆行车限速。
1. 岔口铺至洛南方向：全线小客车限速值100公里/小时，其他机动车限速值80公里/小时。
2. 洛南至岔口铺方向：洛南至蒲峪河口（K12～K5）段小客车限速值100公里/小时，其他机动车限速值80公里/小时；蒲峪河口至岔口铺（K5～K0）段所有车辆限速值均为80公里/小时。

## 沿线设施列表
| 地区                                                                                         | 里程 | 类型              | 名称       | 连接       | 说明 |
| -------------------------------------------------------------------------------------------- | ---- | ----------------- | ---------- | ---------- | ---- |
| 商洛市 洛南县                                                                                | 12.6 | 出入口            | 华阳       | 242国道    |      |
| 县界                                                                                         |      | 隧道              | 蓬岭隧道   | 蓬岭隧道   |      |
| 商洛市 商州区                                                                                |      | 隧道              | 瓜峪沟隧道 | 瓜峪沟隧道 |      |
| 商洛市 商州区                                                                                |      | 隧道              | 前岩隧道   | 前岩隧道   |      |
| 商洛市 商州区                                                                                | 0.0  | 枢纽 · 主线出入口 | 岔口铺枢纽 | 西商高速   |      |
| 1.000 英里 = 1.609 千米；1.000 千米 = 0.621 英里 并行路段 • 已关闭／取消 • 限制进入 • 未开放 |      |                   |            |            |      |